# 濱本康男
濱本 康男（はまもと やすお、1952年<昭和27年>6月20日 - ）は、広島県広島市出身の地方公務員、鉄道実業家。同市経済局長、同市都市活性化局長、同市教育長、広島高速交通社長などを歴任。

## 経歴
広島市に生まれる。1971年（昭和46年）修道高等学校を卒業。法政大学を経て、1976年 広島市役所入庁。国際平和推進部長、2004年 (平成16年) 6月 米神健の後任として経済局長、2006年4月 同職を酒井義法と交代し都市活性化局長。マツダスタジアム建設などに携わる。2009年4月 同職を片平靖と交代し岡本茂信の後任として広島市教育長。2011年6月 尾形完治を後任として教育長を辞職。同年より広島高速交通株式会社代表取締役社長に就任し、広島市の新交通システム路線「アストラムライン」の運営を行う。